# Arthroxylaria elegans
Arthroxylaria elegans är en svampart som beskrevs av Seifert & W. Gams 2002. Arthroxylaria elegans ingår i släktet Arthroxylaria och familjen kolkärnsvampar.   Inga underarter finns listade i Catalogue of Life.